# 高等専修学校秋田クラーク高等学院
高等専修学校秋田クラーク高等学院（こうとうせんしゅうがっこうあきたくらーくこうとうがくいん、英:Upper Secondary Specialized Training School, Akita Clark Upper Secondary Gakuin）は、秋田県秋田市にある私立専修学校。

## 概要
2020年、秋田県知事指定専修学校高等課程の学校として開校。単位制コースを除く卒業者は、大学入学資格が付与される（学校教育法施行規則（昭和二十二年文部省令第十一号）第150条第3号の規定による）。秋田市で学習塾などを営む、株式会社寺子屋義塾（本社・秋田市泉北）によって設置されている。
技能連携校として設置されてから専修学校高等課程として認可される前の平成31年度までは、クラーク記念国際高等学校と提携するサポート拠点の一つであった（学校法人創志学園による、直営のサテライト拠点ではない）。

## 沿革

### 前史
- 2000年（平成12年） - 後の秋田クラーク高等学院が秋田県教育委員会より技能連携校（提携先は、クラーク記念国際高等学校）に指定
- 2001年（平成13年） - 株式会社寺子屋義塾により、秋田クラーク高等学院が、秋田市中通のアキタ・スクエア（現在は、第一建設工業秋田工事所及び秋田土木工事所として使用）に開校（第1キャンパス）
- 2005年（平成17年） - 現在の位置（サン・パティオ大町）に、第2キャンパスを設置
- 2016年（平成28年） - 2か所のキャンパスを第2キャンパスに一本化し現在のキャンパスとなる

### 専修学校高等課程認可後
- 2020年（令和2年） - 
  - 秋田県知事から専修学校高等課程設置が認可され、高等専修学校秋田クラーク高等学院として開校
  - 新規開設の高等専修学校総合学科内に、総合学習コース、ITクリエイティブコース、保育コース、ITグラフィックコースの4つのコースを設置
- 2022年（令和4年） -  高等専修学校総合学科の一部コースを改組
  - ITクリエイティブコース→ITプログラミングコース
  - 保育コース→保育・福祉コース
- 2024年（令和6年） - サン・パティオ大町内の利用区画の増加によりキャンパス拡大

## 設置学科
- 普通科・高等専修学校総合学科
  - 週5日型通学コース
    - 総合学習コース
    - ITプログラミングコース
    - 保育・福祉コース
    - ITグラフィックコース
- 普通科・単位制
  - 単位制コース
    - 進学プログレスコース（週5日型通学）
    - ワンデイコース（週1回土曜日通学）
    - 在宅webコース（月2回土曜日通学）

## 併設施設及び関連施設
- クラーク記念国際高等学校秋田キャンパス
- TEC進学センター大町パティオ校
- サン・パティオこども園…寺子屋義塾の代表取締役が理事長を務める、社会福祉法人山栄会（本部・長野県佐久市）による運営。同法人により、令和7年より、高等専修学校信州クラーク高等学院（同県上田市）が開校している。

## 所在地
- 秋田県秋田市大町一丁目2番7号サン・パティオ大町北棟3F

## 交通アクセス
- JR秋田駅より秋田中央交通新屋線ほか「ねぶり流し館前」下車すぐ
- JR秋田駅から徒歩15分